# 八幡神社 (河内長野市)
八幡神社（はちまんじんじゃ）は、大阪府河内長野市にある神社。旧社格は村社。通称「流谷八幡神社」（ながれたにはちまんじんじゃ）。石清水八幡宮別宮である。

## 祭神
- 八幡神（応神天皇、神功皇后、比売大神）。

## 歴史
神社の所在地には、かつて甲斐荘という石清水八幡宮の荘園があった。甲斐荘は、宇多天皇の皇子式部卿敦実親王が康保３年（966年）以前に石清水八幡宮に親王領を寄進されたことが石清水文書で確認できる。当時、石清水八幡宮の根本神領であった河内国錦織部郡甲斐荘山郷流谷に長暦3年（1039年）1月6日に石清水八幡宮より八幡神を勧請し、社殿を造営したことが神社創建の起源とされている。

## 境内
- 境内にあるイチョウは樹齢400年とされ、1989年（平成元年）3月1日、大阪府から天然記念物に指定された[5]。

## 文化財

### 有形文化財（府指定）
- 流谷八幡神社　鉄製湯釜（昭和50年3月31日 指定）

毎年7月に行われる探湯祭の際に行われる湯立て神事にて利用されていた。湯釜の銘文によると賢覚という僧侶が住民に寄付を募り、流谷八幡宮のため作られたことが記されており、延元5年（1340年）作とされている。製作時期が記された湯釜の中では、全国的にも特に古い年代のものであるため府の有形文化財に指定され、現在は大阪市立美術館に収蔵されている。

#### 無形民俗文化財（市指定）
縄掛神事長暦3年（1039年）石清水八幡宮より勧請された際の御柱渡御古例祭。長さ200尺（60m）の注連縄を作り、勧請杉と柿の古木との間に掛ける。流谷と天見を分ける結界の意味があり疫病や忌穢れがお互い入り込まないようにしていた。注連縄が長く保てば保つほど豊作になると伝わる。注連縄から12本（閏年は13本）の榊束を垂らす。毎年1月6日に行われてきたが、現在は6日あるいは前後の休日に執り行われている。

## 祭事
- 縄掛神事　　　　　　　1月6日（または前後の土日）
- 祈年祭　　　　　　　　2月11日（建国記念日）
- 探湯祭（湯立神事）　　7月第２土曜日
- 例祭　　　　　　　　　10月第２土曜日日曜日
- 新嘗祭　　　　　　　　11月23日（勤労感謝の日）

## 現地情報
所在地
大阪府河内長野市天見2211
交通アクセス
最寄駅：南海高野線天見駅下車後、徒歩約15分